# Домингес Беккер, Хосе

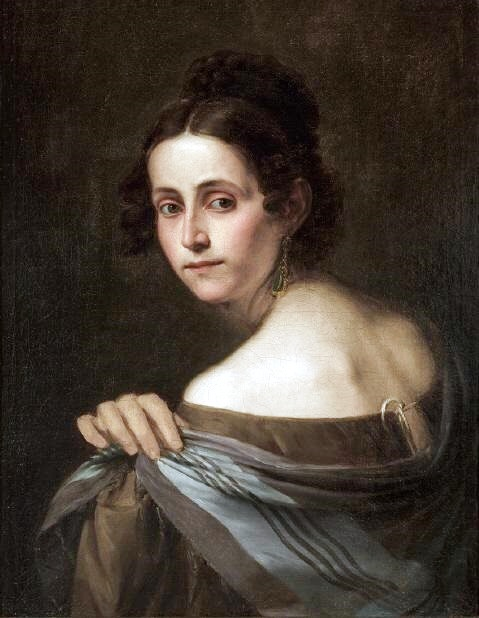
Портрет жены художника. Музей изящных искусств Севильи

Хосе Домингес Беккер (22 января 1805 — 26 января 1841) — художник, живописец и иллюстратор XIX века, представитель испанского костумбризма.

## Биография
Родился в семье художников. Его двоюродный брат художник Хоакин Домингес Беккер, был придворным художником.
Обучался в Королевской академии изящных искусств в Севилье, где познакомился и подружился с А. Эскивелем. Позже преподавал в Севильской Академии.

## Творчество
Подписывал свои работы псевдонимом Беккер — фамилией одного из предков по материнской линии, которые переселились в Испанию из Фландрии в XVI веке.
Автор многих картин, связанных с Андалусией и Севильей, в частности. Портретист, пейзажист, жанрист, создал ряд картин на исторические и религиозные темы. График, литограф и акварелист.
Большой успех его картины имели у английских путешественников, посещавших Севилью. Это обстоятельство вместе с его преподавательской деятельностью, позволяло ему жить и творить в комфортных условиях.
Будучи представителем испанского костумбризма, в основном, писал небольшие жанровые сцены с изображением местных обычаев, создал серию картин, отражающих характерные фольклорные костюмы и традиции испанских провинций. Его небольшого формата картины, наполненные атмосферой Андалусии, стали решающими в развитии местного живописного романтизма, сделав его одним из самых подражаемых художников последующих десятилетий. Из-за количества заказов, которые он получал, художник неоднократно пользовался помощью своего двоюродного брата Хоакина Домингеса Беккера.
Участвовал также в издании иллюстрированного труда «España artística y monumental» («Художественная и монументальная Испания»).
В 1827 году женился на Хоакин де Бастида-и-Варгас, с которой у него было восемь детей, среди них Густаво Адольфо Беккер, видный испанский писатель-романтик, и живописец Валериано Домингес Беккер.

## Галерея

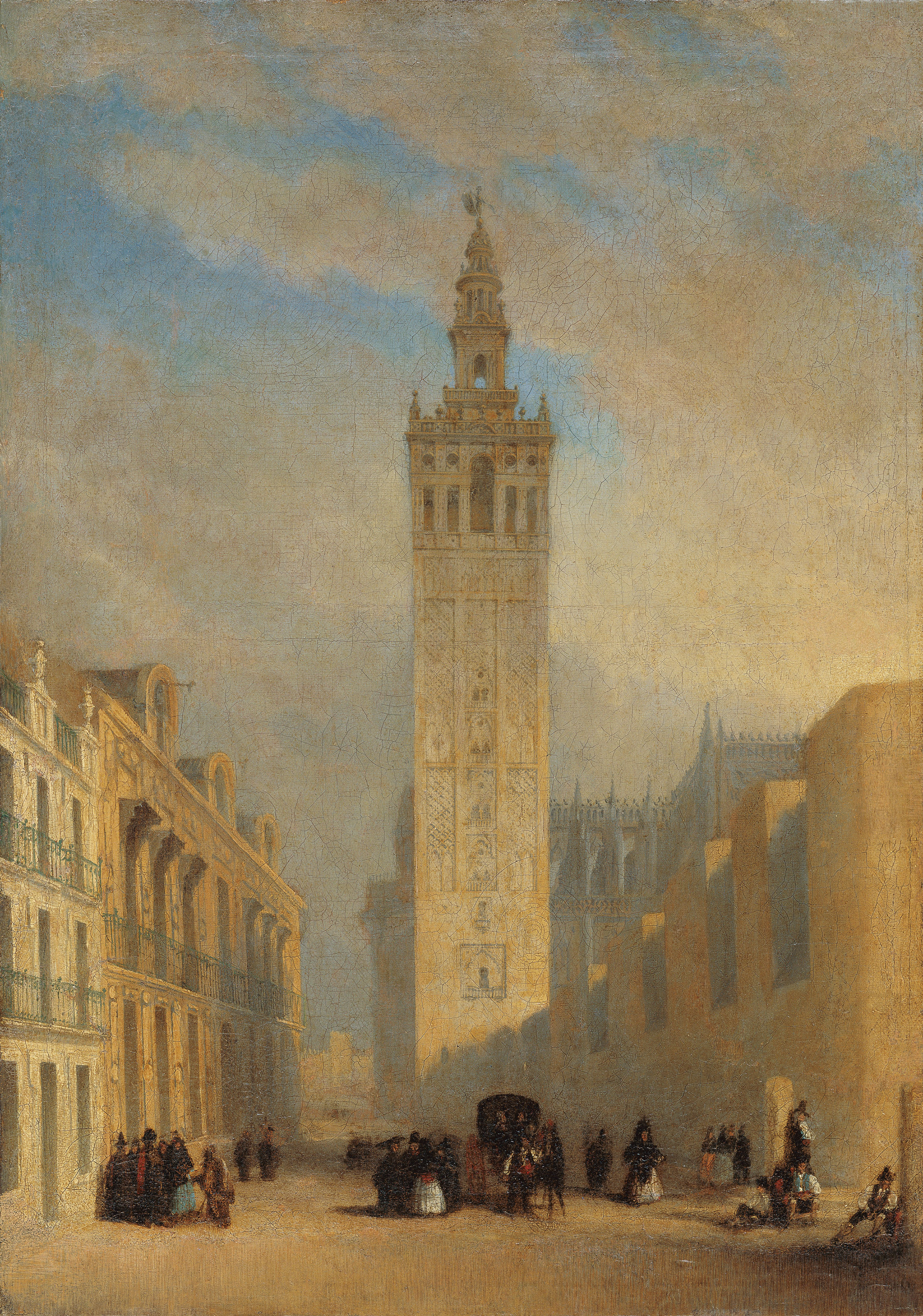
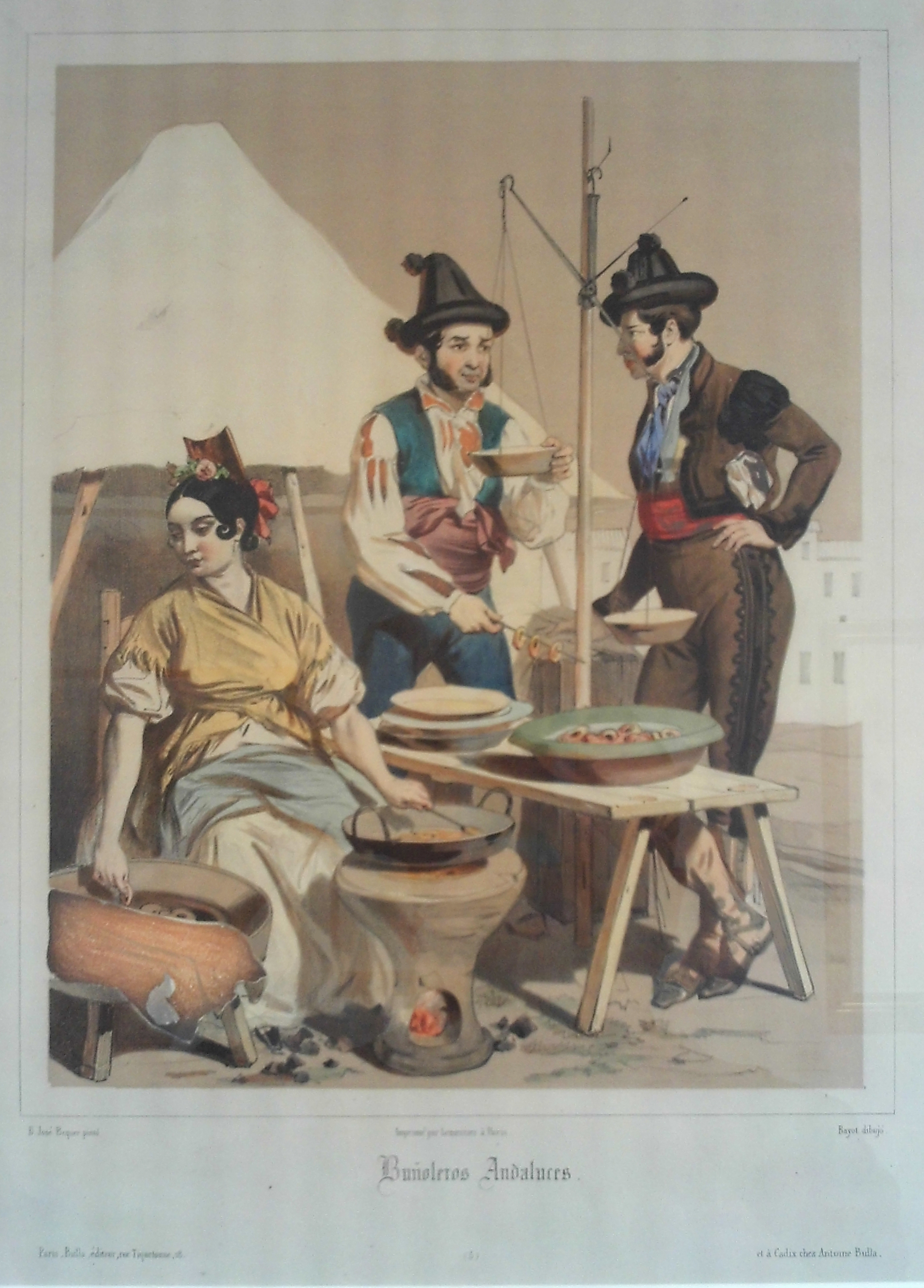
Народные костюмы жителей Андалусии
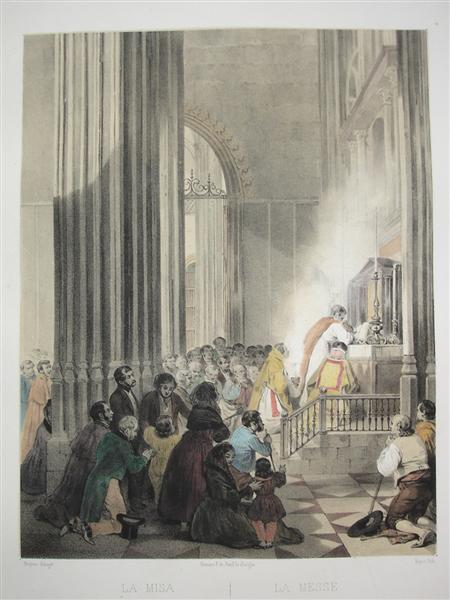
Месса
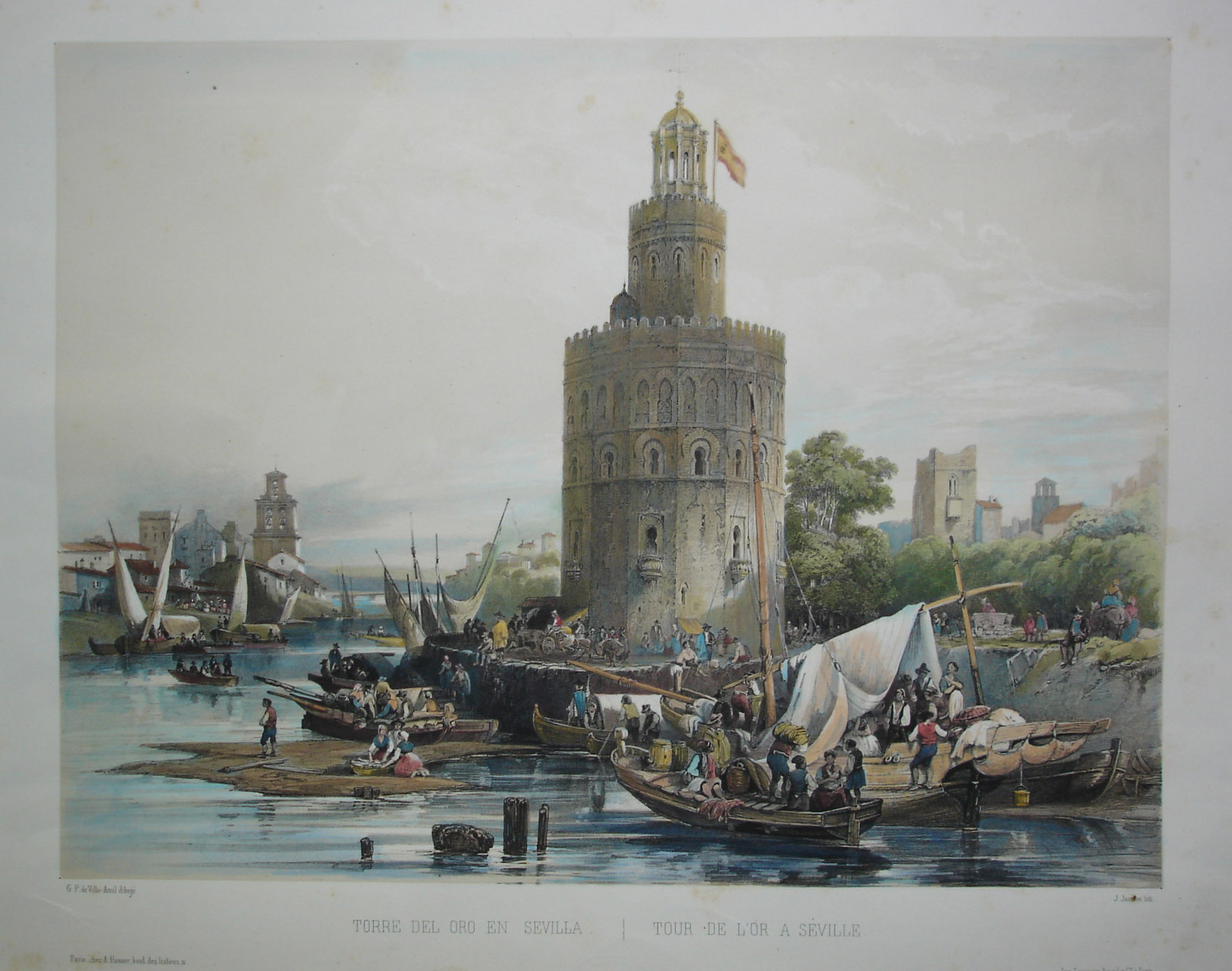
Торре-дель-Оро в Севилье